# Tierschutzberater
Tierschutzberater sind Personen, die sich für den Tierschutz engagieren, indem sie Tierhaltungen überprüfen und auf die Einhaltung gesetzlicher Vorschriften achten. Sie sind meist ehrenamtlich im Auftrag eines Tierschutzvereins tätig.
Zu ihren Aufgaben gehören Kontrollen im Rahmen der Vermittlung von Tieren aus Tierheimen. Dabei soll festgestellt werden, ob das Tier bei dem neuen Besitzer artgerecht gehalten wird und die im Vermittlungsvertrag festgelegten Bedingungen eingehalten werden. Außerdem gehen Tierschutzberater Hinweisen auf Verstöße gegen das Tierschutzgesetz oder tierschutzrechtliche Verordnungen nach. Sie haben jedoch keine hoheitlichen Befugnisse und müssen daher gegebenenfalls die zuständigen Behörden (Veterinäramt, in dringenden Fällen die Polizei) einschalten.
Die Landesverbände des Deutschen Tierschutzbundes bilden in Seminaren Tierschutzberater aus und stellen nach erfolgter Sachkundeprüfung einen entsprechenden Ausweis aus.